# Галисийско-астурийский язык
Галисийско-астурийский язык (эонавьего, фала) — диалект, употребляющийся в западной части испанской провинции Астурия.

## Классификация
Определяется как диалект галисийского языка, диалект астурийского языка и, реже, — как самостоятельный язык иберо-романской подгруппы.

## Имя
Название «галисийско-астурийский» (Gallego-Asturianu) появилось как отражение переходного характера диалекта. Также широко используется определение «эонавьего» (Eonaviego), производное от названия округа, где употребляется диалект (Эонавьего, происходит от названия двух основных рек, протекающих в округе — Эо и Навия (исп.)). Реже употребляются названия «галисийский Астурии» («gallegu d’Asturies») и «наречие западной Астурии» («fala del occidente d’Asturies»). Кроме того, сами носители часто называют его «fala» («речь»).

## Количество носителей
Галисийско-португальский/фала – микродиалект с небольшим числом носителей. Это число в точности не установлено, общее население района употребления диалекта составляет примерно 45 тыс. человек, число активных носителей несколько ниже этой цифры, хотя сельский характер местности способствует сохранению диалекта.

## Особенности
«Фала» сочетает в себе особенности как галисийского, так и астурийского языков. Кроме того, он демонстрирует некоторые черты, которых нет ни в галисийском, ни в астурийском – прежде всего это касается фонетики.

## Вопрос об идентичности
В последней четверти XX века разгорелась ожесточённая дискуссия между лингвистами, определяющими «фала» как диалект галисийского языка и между лингвистами, рассматривающими его как западно-астурийское наречие. Кроме того, ряд лингвистов по прежнему придерживается мнения об астурийском языке во всех его вариантах как о диалекте испанского, рассматривая в этом контексте и «фала»; наконец, высказывалось мнение о нём как о самостоятельном языке. Близость галисийского и астурийского языков затрудняют точную классификацию переходных диалектов, каким является «эонавьего». Кроме того, вопрос сильно политизирован — так правительство Галисии (Xunta de Galicia) рассматривает население западной Астурии как «галисийскоязычное» и пытается добиться для него тех же прав, какими пользуется население галисийского анклава в провинции Кастилия и Леон (в частности права на обучение на галисийском языке). Радикальная организация «Блок националистов Галисии» даже выдвинула идею о присоединении всех «галисийскоязычных» территорий, включая долины Эо и Навьи к Галисии. Правительство Астурии отвергает существование галисийскоязычного анклава на западе своей провинции. В «Плане нормализации астурийского языка» в 2005 году оно, фактически, определило эонавьего как самостоятельный язык, указав, что к нему будут «относиться так же как к „бабле“ или астурийскому языку».

## Самосознание носителей
Согласно проведенным опросам 66% говорящих на «фала» определяют его как «смесь галисийского и астурийского», 16 % рассматривают его как диалект астурийского, 8 % считают диалектом галисийского, часть затрудняется с определением и именует его просто «fala» («наречие»).

## Пример текста

### en Eonaviego (на галисийско-астурийском)
El Principito atravesou el dermo, no que namais achou uha flor. Era uha flor de tres petaos, sen importancia alguha.
Bon dia - dixo el Principin.
Bon dia - dixo a flor.
Onde estan los homes? - perguntou cortesmente.
Un dia a flor vira pasar una caravana.
Os homes? Nn son mais que cinco ou seis, penso. Vinnos hai anos e nunca se sabe onde os atopar. Como tein reices, el vento leva nelos; debe ser mui molesto...

### En Castellano (на испанском)
El Principito atravesó el desierto y no encontró mas que una flor. Una flor de tres petalos, una flor de nada...
-Buenos dias – dijo el principito.
-Buenos dias – dijo la flor
Donde están los hombres? – preguntó cortesmente el principito.
Un dia la flor habia visto pasar una caravana.
- Los hombres? Creo que existen seis o siete. Los he visto hace años. Pero no se sabe nunca donde encontrarlos. El viento los lleva. No tienen raices. Les molesta mucho no tenerlas.